# Баліфоссен
Баліфоссен (норв. Balåifossen) — водоспад у Європі, на річці Балі, в південно-західній Норвегії.

## Географія
Водоспад розташований на руслі річки Балі в комуні Ульвік, районі (фюльке) Гордалан Норвегії, на південному березі фіорду Осафйорд, за 95 км на схід — північний схід від адміністративного центру фюльке — міста Берген.
Вода водоспаду тече вниз трьома уступами з висоти в 850 м. Висота найбільшого уступу становить — 452 м. Середня ширина водоспаду становить близько 8 м, він в середньому щосекунди скидає близько 1 м³ води. За висотою, він займає сьоме місце у світі, та друге у Європі та Норвегії після водоспаду Віннуфоссен (865 м, Норвегія). За іншими даними водоспад має висоту 765 м), та займає тільки 16-те місце у світі, а сьоме місце займає водоспад Скорґа (864 м, Норвегія).
Водоспад існує, в основному, за рахунок танення снігу на гірському масиві Кирелвф'єллет, який підноситься над водоспадом, і тому вода в ньому може повністю висихати влітку та восени.